# ISIS (비행선)

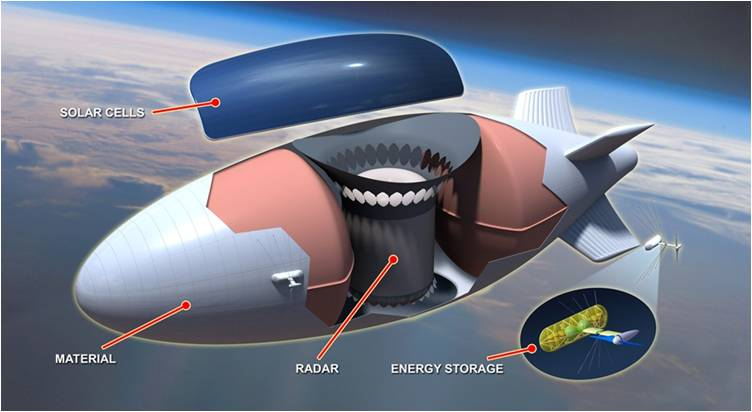

ISIS는 Integrated Sensor is Structure의 약자이다. 미국 공군이 개발중인 비행선이다. 20 km 고도에 10년간 체공하면서, 정찰과 감시 임무를 수행한다. 2009년 3월 기준으로, 미국 공군 연구소(AFRL)에서 개발을 주관하고 있다.
현재 개발중인 모델은, 길이 450 피트 (140 m)의 장기체공 무인비행선으로서, 최대 10년간 65000 피트(20 km) 고도의 성층권에 체공한다.
20 km의 고도란, 현재의 가장 뛰어난 지대공 미사일과 공대공 미사일의 사거리 밖에다.
비행선은 헬륨으로 채워지며, 태양전지와 연료전지로 비행한다. 레이다는 373 마일 (600 km) 탐지거리를 갖는다.
미국 공군은 2014년까지 소형 실험기를 개발하기로 DARPA와 협약을 맺었다. 이전에는 노스럽 그러먼과 록히드 마틴이 프로젝트를 수행했었다. 미국 공군은 2009년 3월 12일 4억 달러의 예산을 확보했다.
2009년 4월 DARPA는 $3억 9990만 달러의 계약을 록히드 마틴, 레이시온과 체결했다. 록히드는 1/3 축소모델을 만들 것이며, 레이시온은 저출력 레이다를 개발할 것이다. 레이다는 600 km의 공중 목표물, 480 km의 지상 목표물에 대한 추적과 조준이 가능하다. 축소모델은 6마일 고도에서 6000 제곱미터의 지상에 대하여 실험을 할 것이다. 계약에 의해, 두 회사는 1억 달러를 우선 지급받았으며, 2013년 3월 축소모델 개발이 완료될 때까지 잔금을 지급받게 된다.

## 같이 보기
- 성층권 비행선 - 경쟁국 한국은 2003년 축소모델을 개발완료했으나, 2006년 개발을 돌연 취소했다.